# Barz-Rud
Barz-Rud (perz. برز رود) je rijeka u središnjem Iranu odnosno Isfahanskoj pokrajini. Izvor se nalazi u planinama Kuh-e Karkasa na približno 2840 m nadmorske visine, a tok se proteže u smjeru zapad-istok duljinom od 55 km i sastoji se od dva dijela: planinske doline (25 km) i nizinske unutrašnje delte bez oticanja. Duljina Barz-Ruda bitno ovisi o godišnjim dobima; ljeti je donji tok bitno kraći zbog visokih temperatura odnosno hlapljenja, dok se tijekom proljeća proteže sve do gradića Badruda. Visinska razlika između izvora i potonjeg mjesta iznosi oko 1900 m. Na gornjem toku na Barz-Rud se nadovezuje niz manjih potoka i rijeka poput Rizande i Čime-Ruda što je čini pogodnom za poljoprivredu, a najveća dolinska naselja su Abjane, Tare, Barz, Komdžan i Jarand. Najrasprostranjenije vrste drveća u dolini su jasen, topola, platana i vrba. Unatoč zemljopisnoj izoliranosti od ostatka zemlje, arheološka nalazišta u okolici Abjane svjedoče da je područje uz Barz-Rud bilo atraktivno za naseljavanje još u starom vijeku.

## Vanjske poveznice
|  | Zajednički poslužitelj ima još gradiva o temi Barz-Rud |